# 1979-1987 추억 들국화
"1979-1987 추억 들국화"은 가수 전인권과 허성욱이 만들고 그룹 들국화의 멤버였던 최성원, 최구희, 주찬권이 세션으로 참여한 컴필레이션 음반이다.

## 수록곡
1. 시작곡 - 북소리
2. 사랑한 후에
3. 머리에 꽃을
4. 여자
5. 이유
6. 날이 갈수록
7. 어떤... (가을)
8. 사노라면 (연극 '칠수와 만수' 중에서)